# Genji (era)
Este artículo trata sobre la Era Genji (元治). Del clan llamado Genji (源氏) o el principal personaje del libro Genji Monogatari, ver clan Minamoto.
Genji (元治) fue el nombre de una era japonesa posterior a la Era Bunkyū y anterior a la Era Keiō, y abarcó desde el 27 de marzo de 1864 al 30 de abril de 1865. Reinó el emperador Kōmei.

## Cambio de era
Fue debido al comienzo del nuevo ciclo del zodíaco chino (60 años), por lo que desde el 27 de marzo de "Bunkyū 4" (1864), se produjo el cambio de era que pasó a llamarse Era Genji (Literalmente Era del "Dominio original").

## Origen del nombre
Viene del I Ching.

## Eventos importantes de la Era Genji
- 8 de julio de 1864 (Genji 1, quinto día del sexto mes): El Ikedaya Jiken, también conocido como el Asunto Ikedaya o Incidente Ikedaya, se desarrolló en el ryokan Ikedaya en Kioto.

- 12 de agosto de 1864 (Genji 1, undécimo día del séptimo mes): Sakuma Shōzan es asesinado a los 53 años. Había viajado de Edo a Kioto por orden del shogunato. Era partidario de las medidas que llevaran a la apertura del país, pero su voz fue acallada por la muerte a manos de un partidario del sonno joi.

- El 5 de septiembre, Genji Gannen (quinto día del noveno mes del viejo calendario): Bombardeo de Shimonoseki.

| Genji      | 1.º  | 2.º  |
| Gregoriano | 1864 | 1865 |

| Predecesora: Era Bunkyū | Era Genji 1864 - 1865 | Sucesora: Era Keiō |

- Datos: Q1325419